# رینگ اسپرت
رینگ اسپرت فیلمی به کارگردانی جواد مزدآبادی و تهیه کنندگی سعید منتظرالمهدی محصول ۱۳۹۰ است.

## خلاصه داستان فیلم
فریدون (فری) جوانی بیکار است که قبلاً در یک نمایشگاه ماشین کار می‌کرده‌است و بنا به دلایلی از کار اخراج شده‌است. او عشق ماشین وانت دارد که آن را با رینگ اسپرت سوار شود، فریدون در خانه بلقیس خانم مستأجر است و بلقیس کمک می‌کند تا به کمک وامی که از مسجد محل می‌گیرد وانتی تهیه کند و در کنار دوستش که چوبدار (گوسفند فروش) است به جابجائی گوسفندان قربانی می‌پردازد. بلقیس که پسرش حمید را گم کرده‌است به دنبال اوست و فریدون به صورت اتفاقی در یکی از خانه‌هائی که گوسفند قربانی برده‌است او را می‌بیند و خبر دیدن حمید را که اکنون نامش بابک است به بلقیس می‌دهد، بلقیس بی صبرانه برای دیدن حمید می‌رود، وقتی او را می‌بینید…

## بازیگران
- مهدی امینی‌خواه
- شهرام قائدی
- کیانوش گرامی
- فاطمه شکری
- سیامک اشعریون